# خوان سميث
خوان سميث (بالإنجليزية: Juan Smith)‏ هو لاعب اتحاد الرغبي جنوب أفريقي، ولد في 30 يوليو 1981 في بلومفونتين في جنوب أفريقيا.

## وصلات خارجية
- خوان سميث عل موقع إسبنسكروم (الإنجليزية)
- خوان سميث على موقع ItsRugby.co.uk (الإنجليزية)